# 马丁 (北达科他州)
马丁（英語：Martin），是美国北达科他州下属的一座城市。根据2010年美国人口普查，该市有人口78人。